# 小川雄平
小川 雄平（おがわ ゆうへい、1944年（昭和19年）4月3日 - ）は、日本の経済学者。アジア経済専攻。九州情報大学・大学院教授。西南学院大学名誉教授。吉林大学終身客員教授、丹東経済研究所名誉所長。

## 略歴
滋賀県出身。昭和43年滋賀大学経済学部卒業。昭和49年大阪市立大学大学院経済学研究科博士課程修了。昭和49年桃山学院大学経済学部講師、53年西南学院大学商学部助教授、59年教授、商学部長・大学院経営学研究科長を歴任。
日韓の研究者が、日本統治時代（1910〜45年）の朝鮮半島の庶民の暮らしぶりを合同で調査する合同研究調査のメンバーである。黄海・日本海・東シナ海を緯度・面積・形状の酷似する欧州地中海になぞらえて「東アジア地中海経済圏」を提唱している。汚染防除・物流・エネルギー共同体構想を明らかにし、地域の平和と少子高齢化社会存続の方途を示している。
編著に「中国東北の経済発展－九州との交流促進をめざして」、共著に「アジア経済の現代的構造」「環日本海経済・最前線」などがある。

## 所属
- 環日本海学会副会長
- アジア政経学会理事
- 日本商品学会理事
- 東アジア学会理事
- 環日本海総合研究機構理事